# Roger Schmidt
Roger Schmidt (Kierspe, 1967. május 13. –) német labdarúgó-középpályás, edző, a Benfica vezetőedzője.

## Pályafutása edzőként
Schmidt 2004. július 1-jétől 2007. június 30-ig a Delbrücker SC, vezetőedzője volt. 2007 májusában bejelentették, hogy a Preußen Münster edzője lesz, igaz szerződése csak 2007. július 1-én lépett életbe. 2010. március 21-én menesztették.
2011. július 1-jén Schmidt lett a Paderborn 07 vezetőedzője. 2012. június 24-én Ricardo Moniz utódja lett az osztrák Red Bull Salzburg élén. Második szezonjában bajnoki címet és kupagyőzelmet ünnepelhetett csapatával. 2014. április 25-én a német Bundesligában szereplő Bayer Leverkusen irányítását vette át.
2016. február 21-én kisebb összetűzésbe került a Dortmund elleni bajnokin a játékvezetővel, Felix Zwayerrel, aki elküldte őt a kispadtól. Schmidt először nem volt hajlandó elhagyni a játékteret, ezért a játék nyolc percet állt, és csak azután folytatódott, hogy eleget tett a játékvezető utasításának.  Három idényen keresztül irányította a Leverkusent, 2017. március 5-én, a Borussia Dortmund elleni 6-2-es vereséget követően menesztették.
2017 júniusában bejelentették, hogy Schmidt két és fél éves szerződést kötött a kínai Peking Guoan csapatával.

## Sikerei, díjai

### Edzőként
Red Bull Salzburg
- Osztrák bajnok: 2013–14
- Osztrák kupa: 2013–14

 Peking Guoan
- Kínai kupa: 2018

 PSV Eindhoven
- Holland kupa: 2021–22
- Holland szuperkupa: 2021

### Egyéni
- A Primeira Liga – Hónap edzője: 2022 augusztus,

## Edzői statisztika
2022. szeptember 14-én lett frissítve.
| Csapat            | –tól              | –ig               | Mérleg | Mérleg     | Mérleg | Mérleg | Mérleg |
| M                 | GY                | D                 | V      | Győzelem % |        |        |        |
| ----------------- | ----------------- | ----------------- | ------ | ---------- | ------ | ------ | ------ |
| Delbrücker SC     | 2004. július 1.   | 2007. június 30.  | 99     | 40         | 25     | 34     | 40.4   |
| Preußen Münster   | 2007. július 1.   | 2010. március 21. | 93     | 44         | 28     | 21     | 47.31  |
| SC Paderborn      | 2011. július 1.   | 2012. június 24.  | 36     | 18         | 10     | 8      | 50     |
| Red Bull Salzburg | 2012. június 24.  | 2014. május 31.   | 99     | 68         | 18     | 13     | 68.69  |
| Bayer Leverkusen  | 2014. június 1.   | 2017. március 5.  | 128    | 62         | 29     | 37     | 48.44  |
| Beijing Guoan     | 2017. július 3.   | 2019. július 31.  | 83     | 46         | 15     | 22     | 55.42  |
| PSV Eindhoven     | 2020. április 28. | 2022. június 30.  | 104    | 69         | 18     | 17     | 66.35  |
| SL Benfica        | 2022. július 1.   | jelenlegi         | 12     | 12         | 0      | 0      | 100    |
| Összesen          | Összesen          | Összesen          | 678    | 379        | 155    | 154    | 55.9   |